# Sitrah
Sitrah (arabă سترة) este un oraș situat în partea de nord-est a Bahrainului. Port la Golful Persic. La recensământul din 2001 a înregistrat 34.317 locuitori.